# Vredendal
Vredendal este un oraș din provincia Western Cape, Africa de Sud.